# 初陣
初陣（日语：／ Uijin）是日本詞語，指古代日本武士階級子弟初次參與的戰爭。

## 概要
在古時的日本，武家父母為了祈求兒子將來的安寧，令兒子參加必勝的戰鬥。參與初陣的年齡有許多差異，多數在元服前後的十多歲時，不過亦有例外，如毛利元就的初陣是在20歲，長宗我部元親的初陣是在22歲等。
在現代，初陣的意思稍有改變，指武士以外的軍人和士兵等初次參加的戰鬥（如電視動畫中的登場人物最初的戰鬥（《銀河英雄傳説》第27話「初陣」、《王者天下》第17話「初陣」、《空·之·音》第2話「初陣・椅子之話」、《進擊的巨人》第5話「初陣」、《銀河騎士傳》第1話「初陣」等））、運動選手和隊伍初次挑戰的比試或競技等、甚至可以指任何第一次的體驗。

## 例子
- 11歲
  - 吉川元春（1541年，吉田郡山城之戰）
- 13歲
  - 源賴朝（1159年，平治之亂）
  - 上杉謙信（1543年，越後國內亂）
- 14歲
  - 織田信長（1547年，進攻大濱）
- 15歲
  - 北條氏康（1530年，小澤原之戰（日语：小沢原の戦い） )
  - 伊達政宗（1581年，與相馬義胤的戰鬥）
- 16歲
  - 武田信玄（1536年，海之口城（日语：海ノ口城）攻略戰）
- 17歲
  - 德川家康（1558年，寺部城（日语：寺部城）攻略戰）
- 20歲
  - 毛利元就（1517年，有田中井手之戰）
- 22歲
  - 島津義久（1554年，進攻岩劍城（日语：岩剣城））
  - 長宗我部元親（1561年，長濱之戰）
  - 石田三成（1581年，淡路島攻略戰）